# Robert Wengels

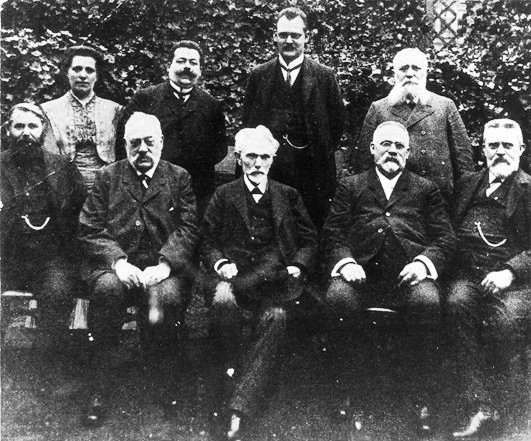
SPD-Parteivorstand 1909. Hintere Reihe: Luise Zietz, Friedrich Ebert, Hermann Müller, Robert Wengels. Vordere Reihe: Alwin Gerisch, Paul Singer, August Bebel, Wilhelm Pfannkuch, Hermann Molkenbuhr

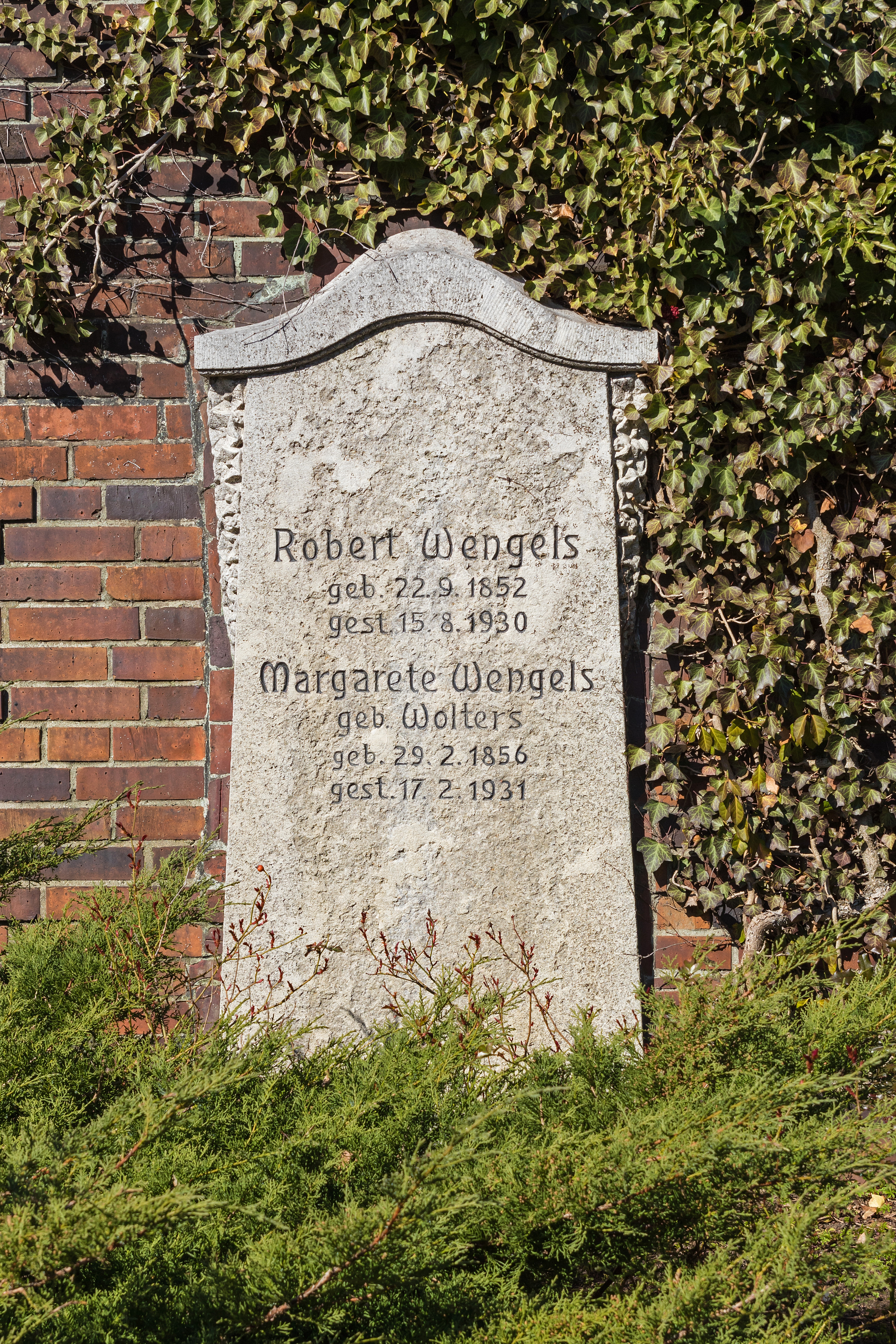
Grabstein von Wengels

Robert Wengels (* 22. September 1852 in Krefeld; † 15. August 1930 in Berlin-Zehlendorf) war ein deutscher sozialdemokratischer Politiker.

## Leben
Wengels war gelernter Strumpfwirker. Er engagierte sich in der SPD. Verheiratet war er seit 1876 mit Margarete Wengels, die ebenfalls in der Partei aktiv war (genannt „Mutter Wengels“). Er war ab 1895 Expedient des Vorwärts. 
Zwischen 1901 und 1914 war er Mitglied des zentralen Parteivorstandes. Zwischen 1904 und 1908 und erneut 1913 war er Berliner Stadtverordneter. Er war Mitglied der Tiefbaudeputation. Während des Ersten Weltkrieges näherte er sich der USPD an. Im Januar 1917 forderte der Parteivorstand die Anhänger der innerparteilichen Opposition ultimativ auf, die Partei zu verlassen. Luise Zietz und Wengels weigerten sich. Daraufhin lehnte die Parteiführung jede weitere Zusammenarbeit mit ihnen ab. Im April desselben Jahren wurde er in das Aktionskomitee der USPD gewählt. Er gehörte im selben Jahr neben Oskar Cohn, Georg Ledebour und anderen zu der Delegation der USPD auf dem Sozialistenkongress in Stockholm. Im Jahr 1919 wurde er in den Vorstand der USPD gewählt. Diesem gehörte er auch in den Folgejahren an. Nach der Vereinigung mit der MSPD gehörte er 1922 erneut dem Vorstand an. 
Beigesetzt wurde er mit seiner Frau auf dem Zentralfriedhof Friedrichsfelde. Ihre Grabstätte wurde 1950 in die damals von der DDR-Führung neu errichtete Gedenkstätte der Sozialisten integriert und gehört seither zur Reihe der Gräber und Denkmäler an deren Ringmauer.